# Takács Géza (színművész)
Takács Géza (Kecskemét, 1986. február 20. –) magyar színész.

## Életpályája
Szülei tanárok. Gyermekkorát Monoron töltötte. Itt az Ökumenikus Általános Iskolába járt. Ekkor állt először színpadra a helyi művelődési ház színjátszó körében. Aztán Budapestre került és a Vörösmarty Mihály Gimnázium drámatagozatos osztályában érettségizett. Egy évet töltött az Eszterházy Károly Főiskolán, Egerben, angol-testnevelés szakon.
A Kaposvári Egyetem Művészeti Főiskolai Karán szerzett diplomát 2008-ban. Innen 2009-ben a kaposvári Csiky Gergely Színházhoz szerződött, de játszott a K2 Színházban, a Kereszthuzat Társulatnál és a Kőszegi Várszínházban is. 2013–2020 között a Magyar Színház társulatának tagja volt. 2020-tól a Pintér Béla Társulat színésze. Látható filmekben is – ilyen többek között a 2019-ben Oscar-esélyes Susotázs.
2012-ben és 2013-ban is részt vett a „Fut a színház”, színházi jótékonysági maratonfutó rendezvényen.
A 2016-os osztályt Pál Andrással közösen vitte Pesti Magyar Színiakadémián.

## Díjai
- 2011 – Nagymama-díj (Kaposvár)
- 2011 – közönségszavazás alapján 2010/2011. legjobb epizodistája (Csiky Gergely Színház)
- 2016 – Agárdy-emléklánc (Pesti Magyar Színház)[9]
- 2019 – Farkas-Ratkó-díj (Pesti Magyar Színház)[10]

## Színházi szerepei

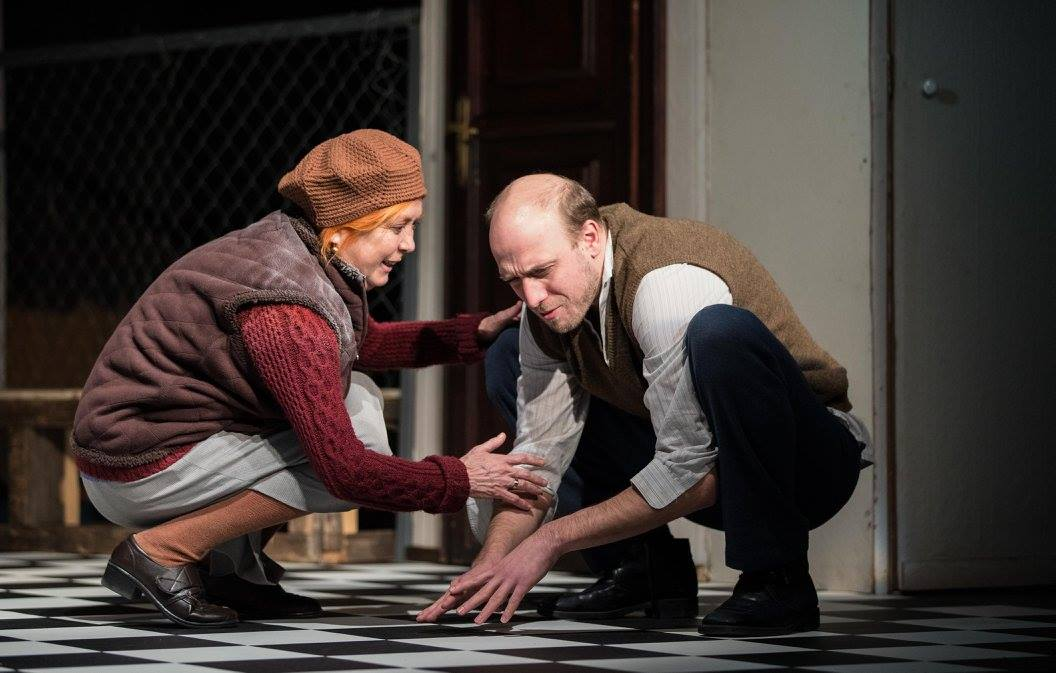
Háy János: A Gézagyerek című előadás Soós Péter rendezésében (Börcsök Enikővel, a budapesti Pinceszínházban)

| \| Szerző \| A darab címe \| Bemutató dátuma \| S z í n h á z \| Játszott szerep \| \| ------------------------------------------------------------------------------------------------ \| ----------------------------------------------------------------------- \| --------------- \| -------------------------------------------------- \| -------------------------------------------------------- \| \| Fésüs Éva, Jeli Viktória \| Palacsintás király \| 2007. \| Csiky Gergely Színház \| Éliás királyfi \| \| Réthly Attila \| Szabadaz Á \| 2007. \| Csiky Gergely Színház Stúdiószínház \| \| \| Mihail Bulgakov \| Bíborsziget \| 2008. \| Csiky Gergely Színház \| Szokolenko; Tumiday hősszerelmes \| \| Jordi Galceran \| Dakota \| 2008. \| Csiky Gergely Színház Stúdió \| \| \| Charles Dickens, Lionel Bart \| Olivér! \| 2008. \| Csiky Gergely Színház \| Noah Claypole, Sowerberry pattanásos inasa \| \| Rolf Hochhuth \| A helytartó \| 2009. \| Csiky Gergely Színház \| Páter Riccardo Fontana; Von Schratz, SS-Untersturmführer \| \| Jókai Mór, Ignaz Schnitzer \| A cigánybáró \| 2009. \| Csiky Gergely Színház \| \| \| Molnár Ferenc \| Liliom (egy csirkefogó élete és halála) \| 2009. \| Csiky Gergely Színház \| Ficsur \| \| Marguerite Duras \| Naphosszat a fákon \| 2009. \| Csiky Gergely Színház \| \| \| Arthur Laurents \| West Side Story \| 2009. \| Csiky Gergely Színház \| Amok \| \| Victor Léon, Leo Stein \| A víg özvegy \| 2010. \| Csiky Gergely Színház \| Prisics, katonai attasé \| \| Örkény István \| Kulcskeresők \| 2010. \| Csiky Gergely Színház \| A Bodó \| \| Eduardo De Filippo \| Nem fizetek! (Egy vasat se!) \| 2010. \| Csiky Gergely Színház Stúdiószínpad \| Aglietiello, háziszolga \| \| Szilágyi László \| Erzsébet \| 2010. \| Csiky Gergely Színház \| Neszmélyi Kálmán \| \| Valló Péter, Vajda Katalin \| Anconai szerelmesek \| 2010. \| Csiky Gergely Színház \| Giovanni, a kávézó tulajdonosa \| \| Molnár Ferenc \| Játék a kastélyban \| 2010. \| Csiky Gergely Színház \| Ádám \| \| Scheer Katalin \| Nefelé \| 2011. \| Csiky Gergely Színház \| Melankó, cseréptündér \| \| Michael Frayn, Hamvai Kornél \| Szigliget (balmorál) \| 2011. \| Csiky Gergely Színház \| Tarló János, író \| \| Miguel de Cervantes Saavedra, Dale Wasserman \| La Mancha lovagja \| 2011. \| Csiky Gergely Színház \| Jose \| \| Sofi Oksanen \| Tisztogatás \| 2011. \| Csiky Gergely Színház Stúdió \| Pása \| \| James Matthew Barrie \| Pán Péter \| 2011. \| Csiky Gergely Színház \| Tülök \| \| Háy János \| A kéz \| 2011. \| Csiky Gergely Színház \| 'verőlegény' \| \| Molnár Ferenc \| A Pál utcai fiúk \| 2012. \| Csiky Gergely Színház \| Törökmézárus \| \| Szophoklész \| Antigoné \| 2012. \| Csiky Gergely Színház Stúdió \| Polyneikész \| \| Carlo Goldoni \| Chioggiai csetepaté \| 2012. \| Kőszegi Várszínház \| Titta-Nane (Giambattista), fiatal halász \| \| Nyári Gábor, Kardos Péter, Nyári Oszkár \| A show folytatódik \| 2012. \| Karaván Színház Fészek Művészklub \| \| \| Petőfi Sándor, Hársing Hilda \| A helység kalapácsa \| 2012. \| Csiky Gergely Színház Ördögkatlan Fesztivál \| Kántor \| \| Makszim Gorkij \| Éjjeli menedékhely \| 2012. \| Csiky Gergely Színház \| Aljoska \| \| Gádor Béla, Tasnádi István \| Othello Gyulaházán \| 2012. \| Csiky Gergely Színház \| Debrődy, főrendező \| \| Carlo Goldoni \| A kávéház \| 2013. \| Kőszegi Várszínház \| Eugenio, kereskedő \| \| Szerb Antal, Forgách András \| Holdvilág és utasa \| 2013. \| Magyar Színház Vasfüggöny mögötti játéktér \| Mihály \| \| Böszörményi Gyula \| Almaszósz \| 2013. \| Magyar Színház \| Gravenstein, Tell Vilmos elfeledett átlőtt almája \| \| Marius von Mayenburg \| A csúnya \| 2014. \| Csiky Gergely Színház Stúdiószínpad \| Lette \| \| William Shakespeare, Nádasdy Ádám \| Vízkereszt, vagy bánom is én \| 2014. \| Kőszegi Várszínház \| Sebastian, Viola ikertestvére \| \| Jeney Zoltán \| Rév Fülöp \| 2014. \| Magyar Színház \| Nezde \| \| Alekszandr Szergejevics Puskin, Molnár-Keresztyén Gabriella \| Anyegin \| 2014. \| Magyar Színház, Sinkovits Imre Stúdiószínpad \| Anyegin \| \| Egressy Zoltán \| Halál Hotel \| 2015. \| Óbudai Társaskör \| Damoklész \| \| Arnold Wesker, Lőrinczy Attila \| A konyha \| 2015. \| Magyar Színház \| Peter \| \| Carlo Goldoni, Török Tamara \| Chioggiai csetepaté \| 2015. \| Magyar Színház \| Toffolo (Cristofolo), matróz \| \| Dario Niccodemi, Bálint Lajos \| Hajnalban, délben, este \| 2016. \| Magyar Színház \| Mario \| \| Szálinger Balázs \| Köztársaság \| 2016. \| Zsámbéki Színházi Bázis \| Gaius, 25 éves római patrícius, szenátor \| \| Dobozy Imre \| A tizedes meg a többiek \| 2016. \| Magyar Színház \| Grisa \| \| Háy János \| Gézagyerek \| 2017. \| Pinceszínház \| \| \| Jon Fosse, Deres Péter \| Alvás \| 2017. \| Pesti Magyar Színház - Vasfüggöny mögötti játéktér \| Az első fiatal férfi \| \| Friedrich Schiller \| Ármány és szerelem \| 2018. \| Pesti Magyar Színház \| Wurm, a kancellár magántitkára \| \| Lőrinczy Attila \| Balta a fejbe \| 2018. \| Pesti Magyar Színház - Vasfüggöny mögötti játéktér \| Buci, Richárd barátja \| \| Maurice Hennequin(wd), Pierre Veber(wd), Farkas Jenő, Horváth Illés, Horváth János Antal[12][13] \| Folytassa, Cicero! avagy Botrány a törvényszéken \| 2019. \| Pesti Magyar Színház \| Cyprien Gaudet \| \| Kovačević, Dušan \| A maratonfutók tiszteletkört futnak: balkáni fekete komédia két részben \| 2019. \| Pesti Magyar Színház \| Topálovity Mirko \| \| Horváth János Antal, Szabó K. István \| Gulliver utazása: zenés bolyongás két részben \| 2020. \| Pesti Magyar Színház \| Gulliver \| \| Pintér Béla \| Vérvörös Törtfehér Méregzöld \| 2020. \| UP Újpesti Rendezvénytér \| Terézi Asztrid, Patrick Mistoklaides \| \| Pintér Béla \| Marshal Fifty-Six \| 2021. \| UP Újpesti Rendezvénytér \| Magnus Oberon Marsallsky \| \| \| \| . \| \| \| |                                                                         |                 |                                                    |                                                          |
| Szerző | A darab címe                                                            | Bemutató dátuma | S z í n h á z                                      | Játszott szerep                                          |
| Fésüs Éva, Jeli Viktória | Palacsintás király                                                      | 2007.           | Csiky Gergely Színház                              | Éliás királyfi                                           |
| Réthly Attila | Szabadaz Á                                                              | 2007.           | Csiky Gergely Színház Stúdiószínház                |                                                          |
| Mihail Bulgakov | Bíborsziget                                                             | 2008.           | Csiky Gergely Színház                              | Szokolenko; Tumiday hősszerelmes                         |
| Jordi Galceran | Dakota                                                                  | 2008.           | Csiky Gergely Színház Stúdió                       |                                                          |
| Charles Dickens, Lionel Bart | Olivér!                                                                 | 2008.           | Csiky Gergely Színház                              | Noah Claypole, Sowerberry pattanásos inasa               |
| Rolf Hochhuth | A helytartó                                                             | 2009.           | Csiky Gergely Színház                              | Páter Riccardo Fontana; Von Schratz, SS-Untersturmführer |
| Jókai Mór, Ignaz Schnitzer | A cigánybáró                                                            | 2009.           | Csiky Gergely Színház                              |                                                          |
| Molnár Ferenc | Liliom (egy csirkefogó élete és halála)                                 | 2009.           | Csiky Gergely Színház                              | Ficsur                                                   |
| Marguerite Duras | Naphosszat a fákon                                                      | 2009.           | Csiky Gergely Színház                              |                                                          |
| Arthur Laurents | West Side Story                                                         | 2009.           | Csiky Gergely Színház                              | Amok                                                     |
| Victor Léon, Leo Stein | A víg özvegy                                                            | 2010.           | Csiky Gergely Színház                              | Prisics, katonai attasé                                  |
| Örkény István | Kulcskeresők                                                            | 2010.           | Csiky Gergely Színház                              | A Bodó                                                   |
| Eduardo De Filippo | Nem fizetek! (Egy vasat se!)                                            | 2010.           | Csiky Gergely Színház Stúdiószínpad                | Aglietiello, háziszolga                                  |
| Szilágyi László | Erzsébet                                                                | 2010.           | Csiky Gergely Színház                              | Neszmélyi Kálmán                                         |
| Valló Péter, Vajda Katalin | Anconai szerelmesek                                                     | 2010.           | Csiky Gergely Színház                              | Giovanni, a kávézó tulajdonosa                           |
| Molnár Ferenc | Játék a kastélyban                                                      | 2010.           | Csiky Gergely Színház                              | Ádám                                                     |
| Scheer Katalin | Nefelé                                                                  | 2011.           | Csiky Gergely Színház                              | Melankó, cseréptündér                                    |
| Michael Frayn, Hamvai Kornél | Szigliget (balmorál)                                                    | 2011.           | Csiky Gergely Színház                              | Tarló János, író                                         |
| Miguel de Cervantes Saavedra, Dale Wasserman | La Mancha lovagja                                                       | 2011.           | Csiky Gergely Színház                              | Jose                                                     |
| Sofi Oksanen | Tisztogatás                                                             | 2011.           | Csiky Gergely Színház Stúdió                       | Pása                                                     |
| James Matthew Barrie | Pán Péter                                                               | 2011.           | Csiky Gergely Színház                              | Tülök                                                    |
| Háy János | A kéz                                                                   | 2011.           | Csiky Gergely Színház                              | 'verőlegény'                                             |
| Molnár Ferenc | A Pál utcai fiúk                                                        | 2012.           | Csiky Gergely Színház                              | Törökmézárus                                             |
| Szophoklész | Antigoné                                                                | 2012.           | Csiky Gergely Színház Stúdió                       | Polyneikész                                              |
| Carlo Goldoni | Chioggiai csetepaté                                                     | 2012.           | Kőszegi Várszínház                                 | Titta-Nane (Giambattista), fiatal halász                 |
| Nyári Gábor, Kardos Péter, Nyári Oszkár | A show folytatódik                                                      | 2012.           | Karaván Színház Fészek Művészklub                  |                                                          |
| Petőfi Sándor, Hársing Hilda | A helység kalapácsa                                                     | 2012.           | Csiky Gergely Színház Ördögkatlan Fesztivál        | Kántor                                                   |
| Makszim Gorkij | Éjjeli menedékhely                                                      | 2012.           | Csiky Gergely Színház                              | Aljoska                                                  |
| Gádor Béla, Tasnádi István | Othello Gyulaházán                                                      | 2012.           | Csiky Gergely Színház                              | Debrődy, főrendező                                       |
| Carlo Goldoni | A kávéház                                                               | 2013.           | Kőszegi Várszínház                                 | Eugenio, kereskedő                                       |
| Szerb Antal, Forgách András | Holdvilág és utasa                                                      | 2013.           | Magyar Színház Vasfüggöny mögötti játéktér         | Mihály                                                   |
| Böszörményi Gyula | Almaszósz                                                               | 2013.           | Magyar Színház                                     | Gravenstein, Tell Vilmos elfeledett átlőtt almája        |
| Marius von Mayenburg | A csúnya                                                                | 2014.           | Csiky Gergely Színház Stúdiószínpad                | Lette                                                    |
| William Shakespeare, Nádasdy Ádám | Vízkereszt, vagy bánom is én                                            | 2014.           | Kőszegi Várszínház                                 | Sebastian, Viola ikertestvére                            |
| Jeney Zoltán | Rév Fülöp                                                               | 2014.           | Magyar Színház                                     | Nezde                                                    |
| Alekszandr Szergejevics Puskin, Molnár-Keresztyén Gabriella | Anyegin                                                                 | 2014.           | Magyar Színház, Sinkovits Imre Stúdiószínpad       | Anyegin                                                  |
| Egressy Zoltán | Halál Hotel                                                             | 2015.           | Óbudai Társaskör                                   | Damoklész                                                |
| Arnold Wesker, Lőrinczy Attila | A konyha                                                                | 2015.           | Magyar Színház                                     | Peter                                                    |
| Carlo Goldoni, Török Tamara | Chioggiai csetepaté                                                     | 2015.           | Magyar Színház                                     | Toffolo (Cristofolo), matróz                             |
| Dario Niccodemi, Bálint Lajos | Hajnalban, délben, este                                                 | 2016.           | Magyar Színház                                     | Mario                                                    |
| Szálinger Balázs | Köztársaság                                                             | 2016.           | Zsámbéki Színházi Bázis                            | Gaius, 25 éves római patrícius, szenátor                 |
| Dobozy Imre | A tizedes meg a többiek                                                 | 2016.           | Magyar Színház                                     | Grisa                                                    |
| Háy János | Gézagyerek                                                              | 2017.           | Pinceszínház                                       |                                                          |
| Jon Fosse, Deres Péter | Alvás                                                                   | 2017.           | Pesti Magyar Színház - Vasfüggöny mögötti játéktér | Az első fiatal férfi                                     |
| Friedrich Schiller | Ármány és szerelem                                                      | 2018.           | Pesti Magyar Színház                               | Wurm, a kancellár magántitkára                           |
| Lőrinczy Attila | Balta a fejbe                                                           | 2018.           | Pesti Magyar Színház - Vasfüggöny mögötti játéktér | Buci, Richárd barátja                                    |
| Maurice Hennequin, Pierre Veber, Farkas Jenő, Horváth Illés, Horváth János Antal | Folytassa, Cicero! avagy Botrány a törvényszéken                        | 2019.           | Pesti Magyar Színház                               | Cyprien Gaudet                                           |
| Kovačević, Dušan | A maratonfutók tiszteletkört futnak: balkáni fekete komédia két részben | 2019.           | Pesti Magyar Színház                               | Topálovity Mirko                                         |
| Horváth János Antal, Szabó K. István | Gulliver utazása: zenés bolyongás két részben                           | 2020.           | Pesti Magyar Színház                               | Gulliver                                                 |
| Pintér Béla | Vérvörös Törtfehér Méregzöld                                            | 2020.           | UP Újpesti Rendezvénytér                           | Terézi Asztrid, Patrick Mistoklaides                     |
| Pintér Béla | Marshal Fifty-Six                                                       | 2021.           | UP Újpesti Rendezvénytér                           | Magnus Oberon Marsallsky                                 |
| |                                                                         | .               |                                                    |                                                          |

További szerepek:
- Berg Judit: Rumini - Rizsa, Jojó, később Negró (Pesti Magyar Színház)[14]
- Egressy Zoltán: Halál Hotel - Damoklész, rádiótulajdonos (Óbudai Társaskör)[15]
- Szálinger Balázs: Köztársaság - Gaius (Zsámbéki Színházi és Művészeti Bázis,Trafó)[16][17][18]-->
- Háy János: Gézagyerek - Géza (Pinceszínház, 2017.)[19]

## Filmes szerepei
- 2009 Naphosszat (dokumentumfilm) – önmaga (cameoszerep)
- 2016 Itt és Most (rövidfilm) – Dani
- 2017 Tóth János (televíziós sorozat, epizód: Szeles nap) – Janó
- 2018 Nyitva – Tomi
- 2018 X – A rendszerből törölve – Rendőr Gábor irodájában
- 2018 Susotázs (kisjátékfilm) – András
- 2018 Nyolctól tízig (rövidfilm) – Ügyelő
- 2018 Nyitva (romantikus filmdráma) – Tomi
- 2019 A tanár (sorozat) – Dr. Alapi onkológus orvos
- 2019 Báb (rövidfilm) – apa
- 2020 A végső ítélet (The Reckoning) (horrorfilm) – beteg ember
- 2020 Detto (sorozat) – terrorista
- 2020 Te + Én (sorozat) – Robi
- 2020– Doktor Balaton (sorozat) – Kornél